# Mark Clifton
Pour les articles homonymes, voir Clifton.
Œuvres principales
- They'd Rather Be Right

Mark Clifton, né en 1906 et mort en 1963, est un écrivain américain de science-fiction, colauréat du prix Hugo du meilleur roman 1955. Il a commencé à être publié en mai 1952 avec l'anthologie What Have I Done?.

## Biographie
Mark Clifton a travaillé pendant de nombreuses années en tant que consultant en développement personnel.

## Analyse de l'œuvre
Mark Clifton a utilisé les thèmes habituels de la science-fiction des années 1950 et 1960 : invasion extraterrestre, technologies futuristes, révolution contre les régimes politiques dictatoriaux ou théocratiques, colonisation spatiale, etc.
Environ la moitié de son œuvre se retrouve dans deux séries : d'une part la série Bossy, concernant un ordinateur qui atteint l'intelligence artificielle, écrite seul et en collaboration avec Alex Apostolides et Frank Riley ; d'autre part la série Ralph Kennedy, qui est un peu plus comique, écrite en solo.
Mark Clifton a obtenu son plus grand succès avec le roman They'd Rather Be Right coécrit avec Frank Riley, qui a été publié dans Astounding Magazine en 1954 et qui a été récompensé par le prix Hugo du meilleur roman 1955.
La nouvelle la plus connue de l'auteur est Star Bright (juillet 1952), qui est parfois parue sous une forme raccourcie ou altérée.

## Œuvres

### SérieBossy
- (en) Crazy Joey, 1953Écrit avec Alex Apostolides.
- (en) Hide ! Hide ! Witch !, 1953Écrit avec Alex Apostolides.
- (en) They'd Rather Be Right, 1954Écrit avec Frank Riley. Réédité sous le titre The Forever Machine

### SérieRalph Kennedy
- (en) What Thin Partitions, 1953Écrit avec Alex Apostolides.
- (en) Sense from Thought Divide, 1955
- (en) How Allied, 1957
- (en) Remembrance and Reflection, 1958
- (en) When They Come From Space, 1962
- (en) Pawn of the Black Fleet, 1962Réédité en 2011 sous le titre The Secret of Marracott Deep & Pawn of the Black Fleet

### Autres romans
- (en) Eight Keys to Eden, 1960
- (en) The Kenzie Report, 2010
- (en) Do Unto Others, 2010
- (en) A Woman's Place, 2010

### Nouvelles
- (en) What Have I Done ?, 1952
- (en) Star Bright, 1952
- (en) The Conqueror, 1952
- (en) The Kenzie Report, 1953
- (en) Bow Down to Them, 1953
- (en) Solution Delayed, 1953Écrit avec Alex Apostolides.
- (en) Progress Report, 1953Écrit avec Alex Apostolides.
- (en) Civilized, 1953Écrit avec Alex Apostolides.
- (en) Reward for Valor, 1953
- (en) A Woman's Place, 1955
- (en) Clerical Error, 1956
- (en) The Dread Tomato Addiction, 1958
- (en) Do Unto Others, 1958
- (en) What Now, Little Man ?, 1959
- (en) Hang Head, Vandal !, 1962